# Pellegrini (Buenos Aires)
Pellegrini es una localidad argentina, cabecera del partido homónimo, al extremo occidental central de la provincia de Buenos Aires, a la vera de la Ruta Nacional 5 en su km 496, que une Santa Rosa (La Pampa) con la ciudad de Buenos Aires.

## Geografía

### Ubicación y clima
El pueblo de Pellegrini es la cabecera del partido homónimo, ubicado en el extremo occidental central de la provincia de Buenos Aires; el mismo linda con los municipios de Adolfo Alsina al sur, Salliqueló y Tres Lomas al sudeste, Trenque Lauquen y Rivadavia al noreste, y con los departamentos de Quemú Quemú y Catriló, ambos pertenecientes a la provincia de La Pampa, al oeste. El pueblo, por su parte, se halla en el kilómetro 496 de la Ruta Nacional 5, que une las ciudades de Luján, provincia de Buenos Aires, y Santa Rosa, cabecera de la provincia de La Pampa; se encuentra a 496 kilómetros de la ciudad de Buenos Aires y a 110 de Santa Rosa. El clima de la región es templado pampeano, con una temperatura media anual que oscila entre los 15 y 16 °C.

### Flora y fauna
Enclavada en la llanura pampeana, la localidad de Pellegrini se halla en las proximidades de la laguna Mari Lauquen. Entre la flora predominante en la zona, la cual pertenece a la formación fitogeográfica de las gramillas, se destacan el ceibo (Erythrina crista-galli), el eucalipto (Eucalyptus), el olmo (Ulmus), el plátano (Platanus × hispanica), el álamo (Populus nigra var. italica), el tamarisco (Tamarix gallica) y el sauce (Salix alba), entre otras. Entretanto, la fauna de la región presenta liebres (Lepus europaeus), zorros grises (Lycalopex griseus), nutrias (Lontra longicaudis), vizcachas (Lagostomus maximus), perdices (Nothura maculosa) y peludos (Chaetophractus villosus), entre otras.

## Toponimia

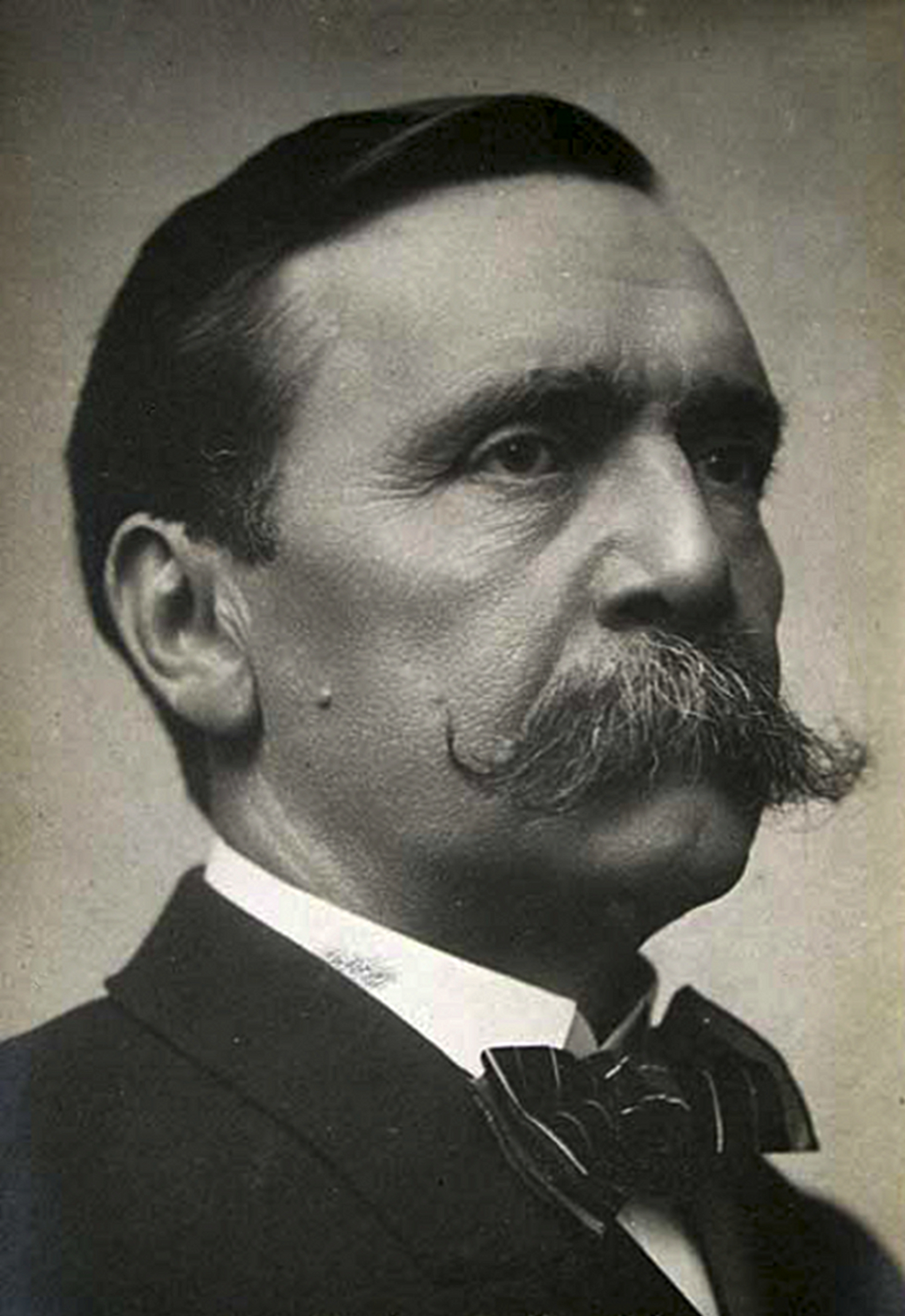
El pueblo lleva el nombre de Carlos Pellegrini, quien ejerció el cargo de Presidente de la Nación Argentina entre 1890 y 1892.

Tras su fundación, el pueblo recibió el nombre de Colonia Agrícola Drysdale en honor a José Norman Drysdale, quien impulsó la creación del mismo; Drysdale fue quien concibió la idea de la fundación del poblado y quien presentó los planos y la traza del mismo ante las autoridades provinciales. Años más tarde, hacia 1907, se produjo la creación del partido y se dispuso que la colonia se transformara en la cabecera del mismo; se dictaminó que ambas llevasen el nombre de Carlos Pellegrini, en homenaje al abogado y político argentino.
Carlos Pellegrini nació en la ciudad de Buenos Aires el 11 de octubre de 1846, hijo del matrimonio entre Carlos Enrique Pellegrini y María Bevans Bright; tras realizar sus estudios primarios y secundarios, ingresó en la Facultad de Derecho de la Universidad de Buenos Aires. Sin embargo, decidió alistarse como soldado durante la guerra de la Triple Alianza contra el Paraguay; si bien regresó enfermo del conflicto, Pellegrini retomó y finalizó sus estudios universitarios, recibiéndose de abogado con su tesis titulada Derecho Electoral, en la que sostenía que solo los alfabetizados deberían sufragar e impulsaba el desarrollo de la educación primaria para aumentar el padrón electoral.
Entre 1872 y 1890, Pellegrini se desempeñó en diversos cargos, entre los que se destacan los de diputado provincial por Buenos Aires, ministro de Hacienda de la provincia, ministro de Guerra durante la presidencia de Nicolás Avellaneda, de Guerra y Marina durante la de Julio Argentino Roca y senador nacional, entre otros cargos; además, fue comisionado a Europa con el objetivo de gestionar créditos en favor del país. Hacia 1886 asume el cargo de vicepresidente, acompañando en la fórmula a Miguel Juárez Celman. El 26 de julio de 1890, en un marco de crisis económica y social, estalla la Revolución del Parque; Juárez Celman se retira a Campana y Pellegrini asume el mando de las tropas nacionales.
Pellegrini se reúne con Aristóbulo del Valle, perteneciente a los revolucionarios, y acuerdan una tregua; finalizada la misma, y tras un acuerdo fallido, la lucha continúa y las tropas gubernamentales obtienen la victoria. Juárez Celman renuncia el 6 de agosto y  Pellegrini asume la presidencia; durante su gestión se crearon el Banco de la Nación Argentina y la Caja de Conversión y se organizó un empréstito público para saldar la deuda externa. Finalizó su mandato en 1896, asumiendo luego una banca en el Senado Nacional; tras haber sido elegido diputado nacional en 1906, Pellegrini falleció en Buenos Aires el 17 de julio de ese mismo año.

## Historia

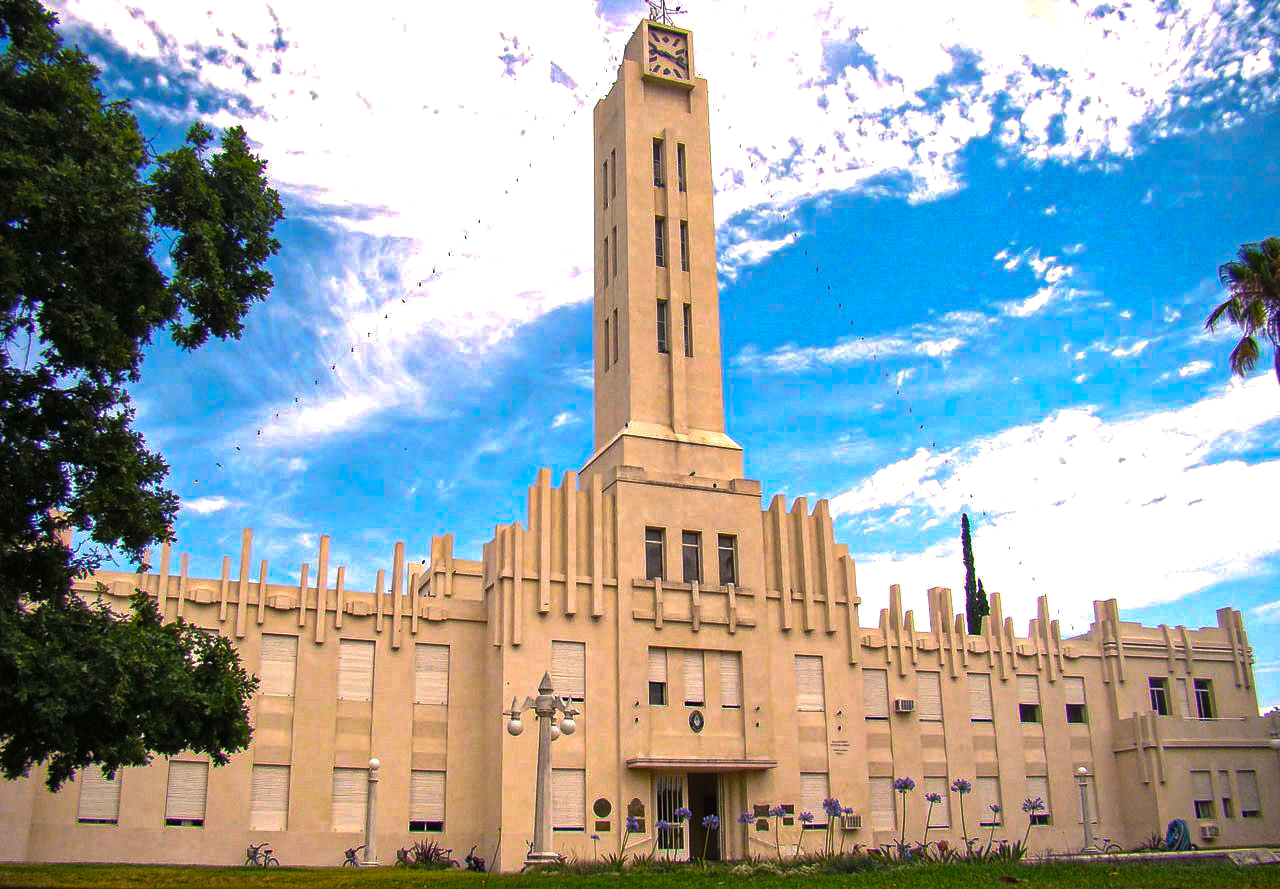
Fachada del palacio municipal de Pellegrini.

La región es mencionada en un acta del Cabildo de Buenos Aires, fechada en 1626, en la que se hace mención de una dormida nombrada del Pergamino, ubicada en el Camino Real que unía Buenos Aires con el Alto Perú; el término dormida refiere a que dicho lugar era utilizado para el descanso y pernocte de los viajeros que transitaban por allí. Luego, durante la primera mitad del siglo XVIII, el gobierno ordenó la construcción de un fuerte; sin embargo, la misma solo se concluyó en 1776, cinco años después de la instalación de una posta del correo.
En 1897 se inauguró la Estación Drysdale, perteneciente al Ferrocarril Oeste (actual Ferrocarril Sarmiento); José Norman Drysdale, quién poseía 10 000 ha. de campo en torno a la estación, concibió entonces la idea de crear un núcleo poblacional en las mismas. En consecuencia, a comienzos de 1899, presentó ante el gobierno provincial un proyecto para la fundación de un poblado en el paraje conocido como Médanos Redondos; Drysdale, un inmigrante de origen escocés, promovió la instalación de una colonia agrícola, en la cual se desarrollarían tareas agropecuarias, y de un pueblo, que alojaría a los trabajadores y familiares de los mismos. De esta forma, el 4 de abril de aquel año se produjo el remate de las tierras, ante la presencia de las autoridades provinciales; de esta forma, en tierras pertenecientes al actual Partido de Guaminí, nació la Colonia Agrícola Drysdale.
Ocho años más tarde, la Colonia Agrícola Drysdale recibió el nombre de Pellegrini, en homenaje a Carlos Pellegrini, quien fue presidente de la Nación entre 1890 y 1892, tras la renuncia de Miguel Juárez Celman; además, el pueblo se erigió como la cabecera del partido de Pellegrini, creado en tierras pertenecientes al partido de Guaminí mediante la ley n.º 3.038, sancionada el 20 de julio de 1907. Entre 1906 y 1907, un grupo de senadores provinciales, entre los que se encontraban Cordero, Carranza Mármol, Soriano, López Cabanillas y Gutiérrez, propuso la creación del municipio de Pellegrini; a pesar de esto, la propuesta inicial consideraba que el mismo tomaría el nombre de 3 de febrero, como un homenaje a la batalla de Caseros. Sin embargo, el senador Costa propuso que tomase el nombre de Pellegrini como un homenaje al expresidente, recientemente fallecido, considerando que aquel nombre representaba como pocos el guion del hombre político con el del estadista. La discusión generada a raíz del nombre del nuevo partido provocó que la sanción del proyecto se retrasase, por lo que fue sancionada en 1907.
El 20 de octubre se produjo la asunción de las autoridades municipales, ocupando el cargo de comisionado el Dr. Carranza Mármol; además, dicho gobierno estuvo integrado por Carlos Lartigue (secretario), Pedro S. Gómez (tesorero), Guillermo Del Soldato (comisionado escolar y médico de la policía), Fernando Raffo (juez de paz), Marcelo Herrera (juez de paz suplente) y Emilio López (comisario).
Durante las dos primeras décadas del siglo XX se produjo un importante crecimiento de la colonia, el cual se debió principalmente a la gran corriente migratoria de la época; de esta forma, se asentaron en la región inmigrantes españoles, italianos, portugueses y franceses, quienes se dedicaron al cultivo de las tierras. Hacia 1914, año en que se realizó un censo nacional, el partido contaba con 11.338 habitantes; de ellos, 2.495 procedían de España, 1.011 de Italia y 200 de Francia. No solo se dedicaron al cultivo de la tierra, sino que crearon también instituciones sociales que perduran en la actualidad, tales como la Sociedad Española de Socorros Mutuos, la Societa Vita Nova y L'Union Francaise.

## Población y ordenamiento urbano
Cuenta con 5,115 habitantes (Indec, 2010), lo que representa un aumento del 1,6% frente a los 5031 habitantes (Indec, 2001) del censo anterior.
Fuente Censo 2010
| Gráfica de evolución demográfica de Pellegrini entre 1914 y 2010 |
|                                                                  |
| Fuentes: INDEC                                                   |

### Arquitectura y urbanismo
La ciudad de Pellegrini presenta un casco principal marcado por la influencia de Francisco Salamone, arquitecto e ingeniero italiano.

## Gobierno y administración
Tal como es descripto en la Ley Orgánica de Municipalidades (decreto - ley n.º 6 769/58 de la provincia de Buenos Aires), la administración local de los partidos que forman la provincia estará a cargo de una municipalidad compuesta de un Departamento Ejecutivo, desempeñado por un ciudadano con el título de intendente, y un Departamento Deliberativo, desempeñado por ciudadanos con el título de concejal; se establece también que tanto los intendentes como los concejales ocuparán su cargo durante cuatro años y que podrán ser reelectos. A pesar de que la ley considera que solo el intendente integra el Departamento Ejecutivo, está secundado por directores, subdirectores y jefes de área.
En diciembre de 1995, Roberto Etchegaray (Unión Cívica Radical) asumió el cargo de intendente hasta 1999, siendo reelecto hasta 2003; en las elecciones de aquel año, realizadas en el mes de septiembre, Etchegaray fue reelecto nuevamente hasta 2007. fallece en su cargo el 30 de agosto del 2005, debido a un cáncer de pulmón; Miguel Ángel Pacheco, quien se desempeñaba como concejal, asumió el cargo interinamente, finalizando su mandato el 10 de diciembre de 2007. En las elecciones de aquel año, Pacheco, también perteneciente a la UCR, fue elegido con el 52,94% de los votos. Cuatro años más tarde, en las elecciones de 2011, Pacheco obtuvo el 51,06% de los sufragios, y ocupó el cargo de intendente hasta el 10 de diciembre de 2015. En ese mismo día asumió la intendencia el Sr. Guillermo Pacheco (UCR) por el período 2015-2019. En las elecciones de 2019, Pacheco vuelve a postularse y es reelecto intendente para el período 2019-2023. Actualmente, la intendente electa para el período 2023-2027 es la sra. Sofía Magdalena Gambier (UCR - Juntos por el Cambio) quien asumió el cargo el 10 de diciembre de 2023.
El 21 de agosto de 1960 se fundó la Sociedad Rural de Pellegrini (SRP) como entidad que nuclea a los productores agropecuarios del partido de Pellegrini adherida a Confederación de Asociaciones Rurales de Buenos Aires y La Pampa y a Confederaciones Rurales Argentinas. La SRP suele brindar apoyo a agrícolas en situación de temporadas de crisis. Asociado a la SRP se encuentra el Comando de Prevención Rural y el Centro Universitario Pellegrini en convenio con la Universidad Siglo 21.

## Galería

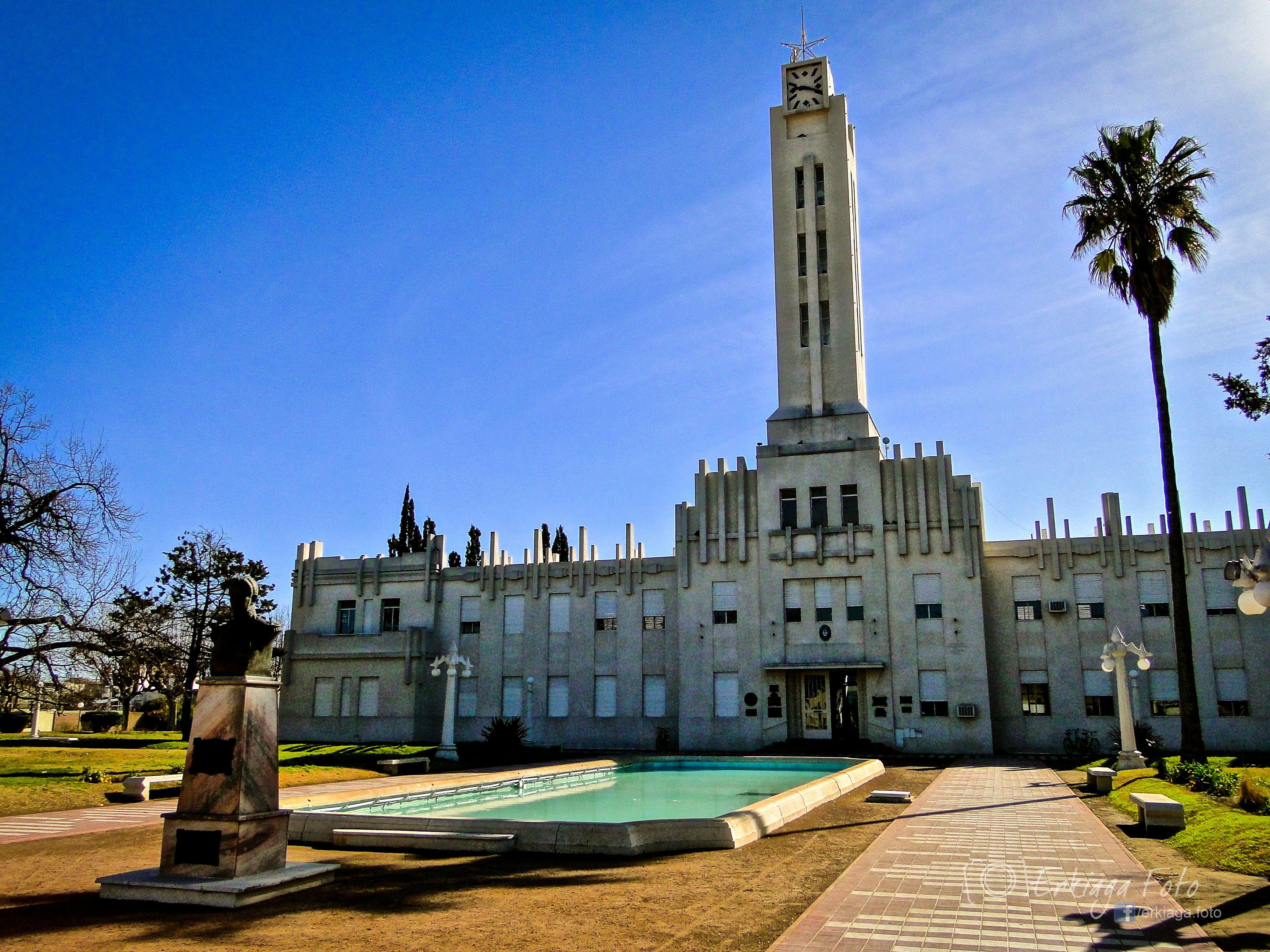
Edificio Municipal Obra F. Salamone Pellegrini Provincia de Buenos Aires
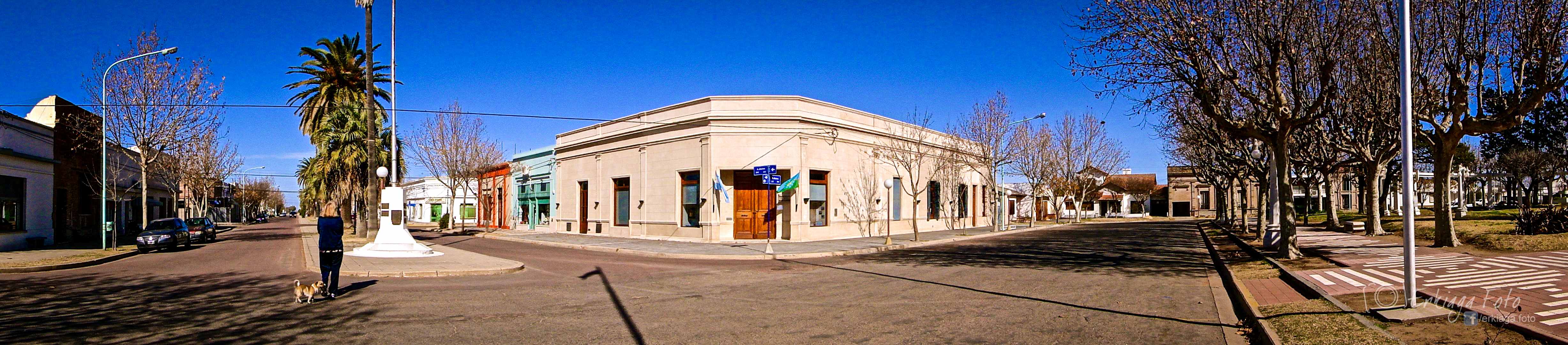
Pellegrini Provincia de Buenos Aires
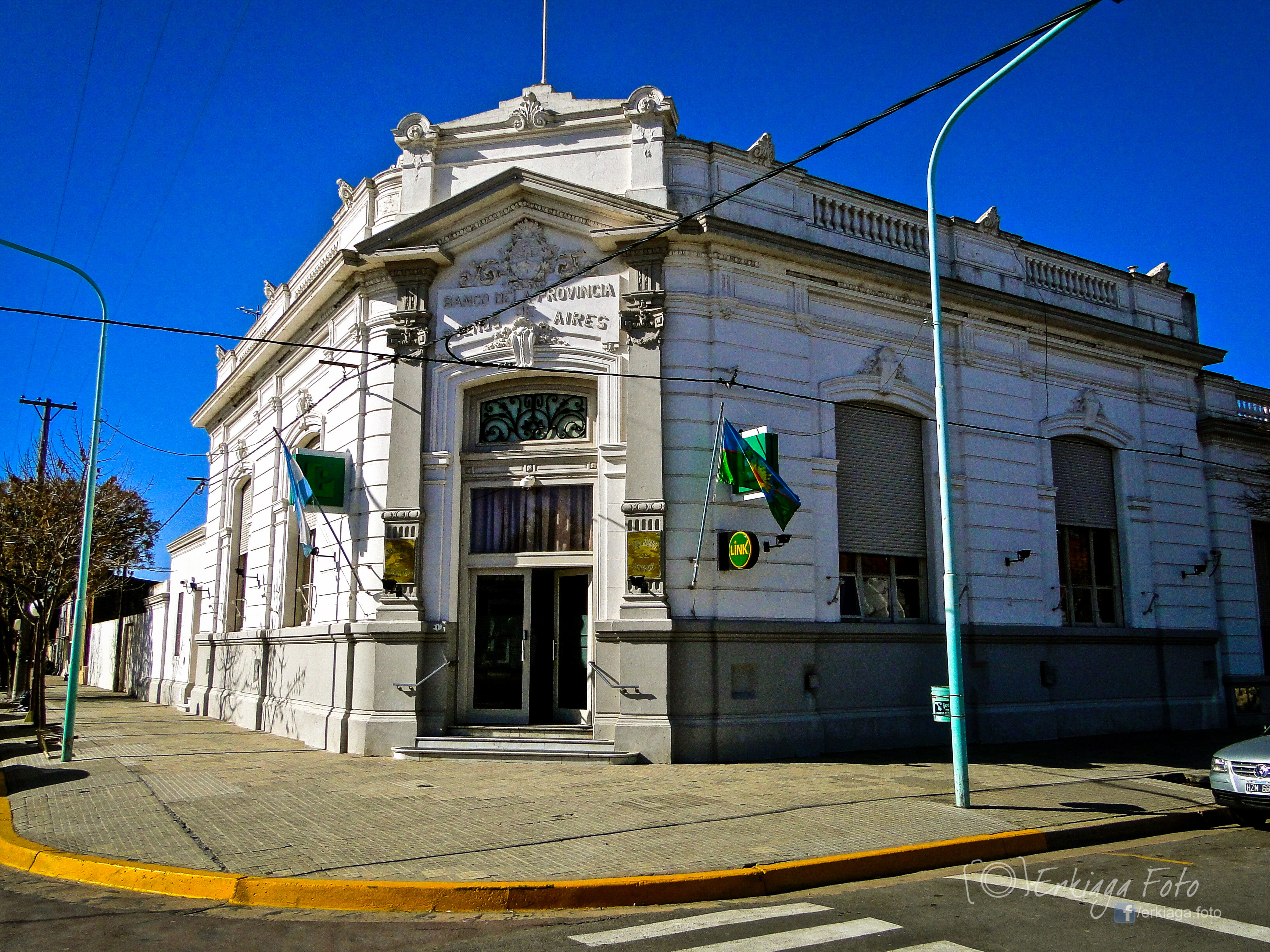
Pellegrini Provincia de Buenos Aires
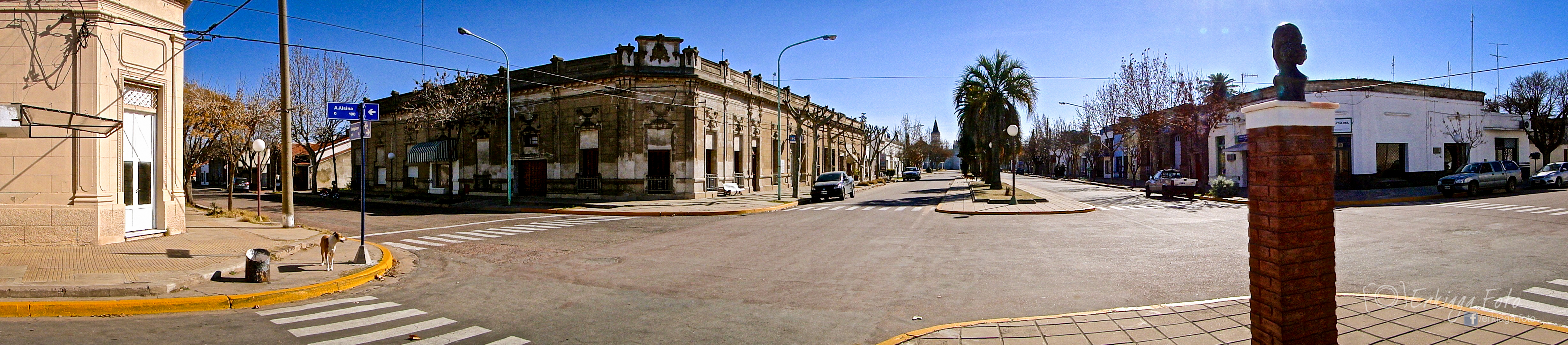
Pellegrini Provincia de Buenos Aires
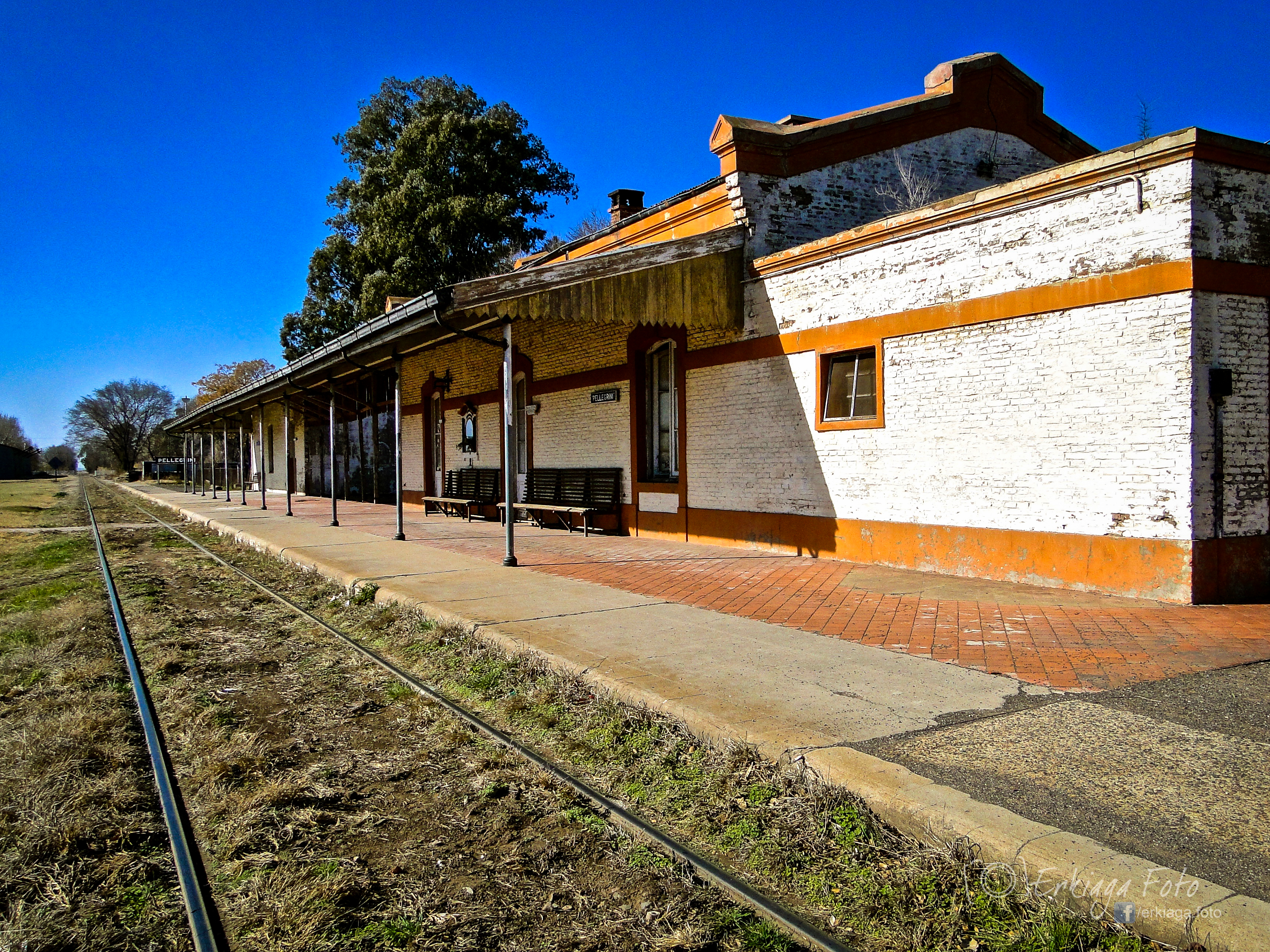
Estación de Pellegrini Provincia de Buenos Aires
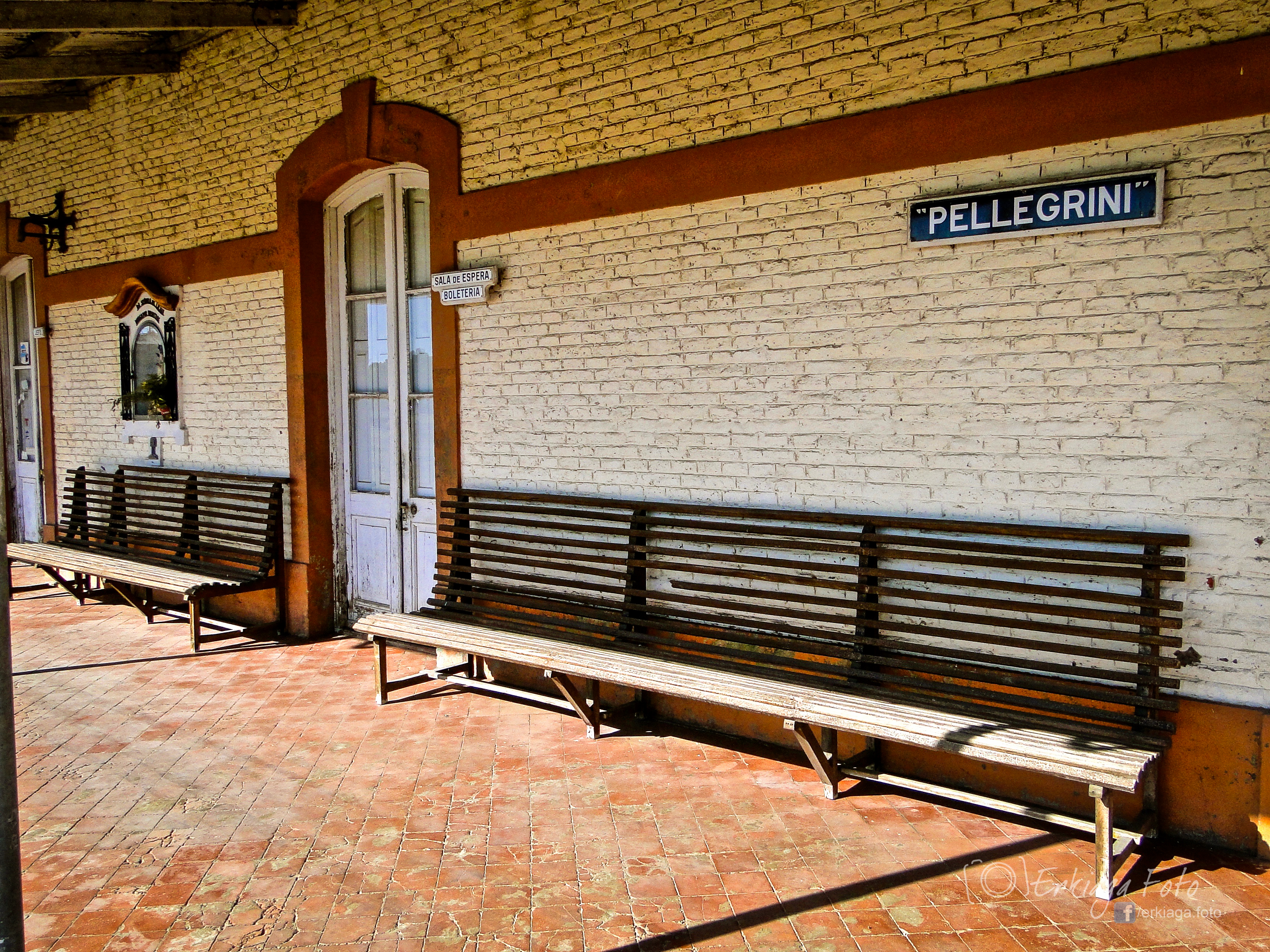
Estación de Pellegrini Provincia de Buenos Aires
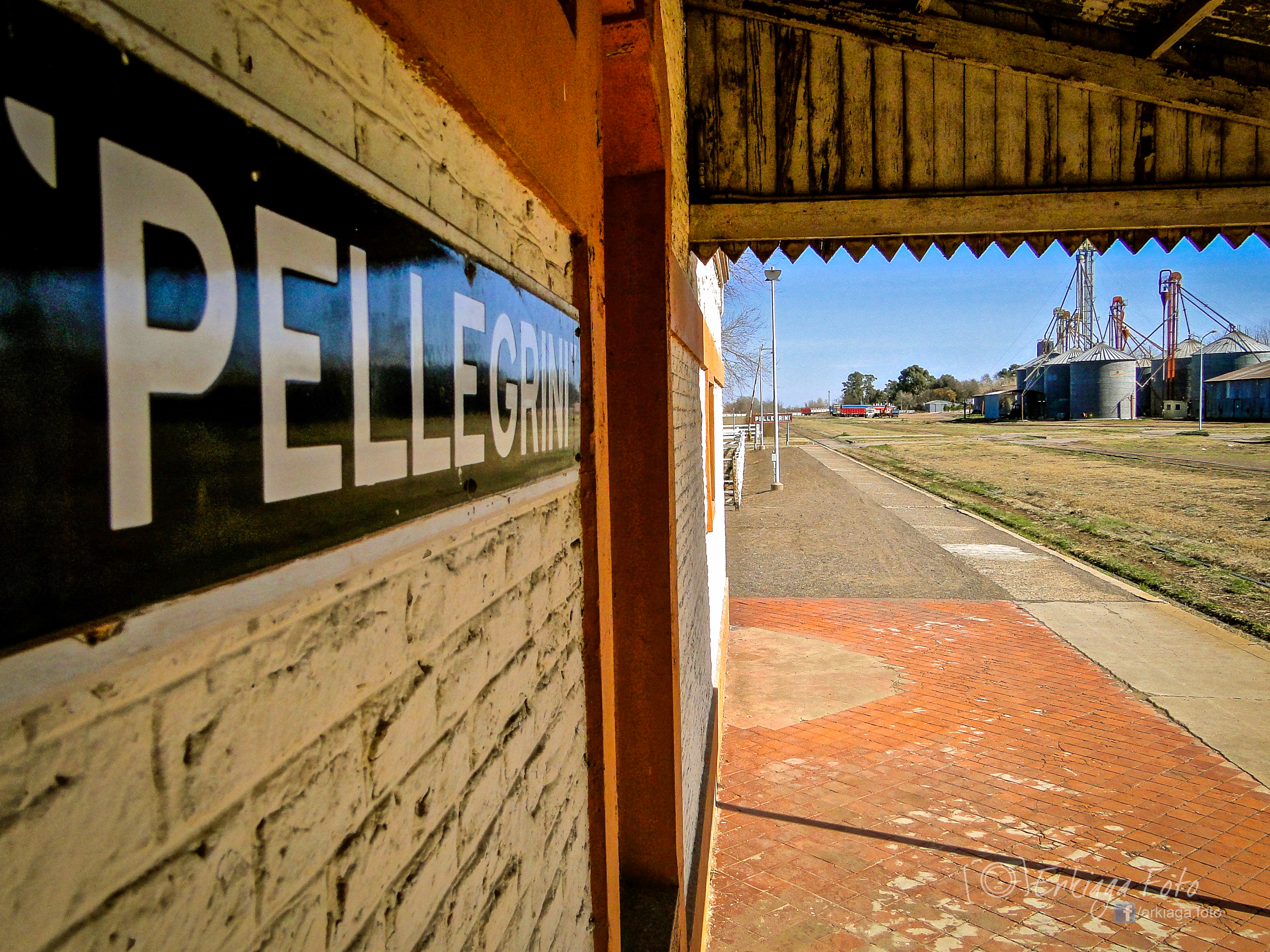
Estación de Pellegrini Provincia de Buenos Aires
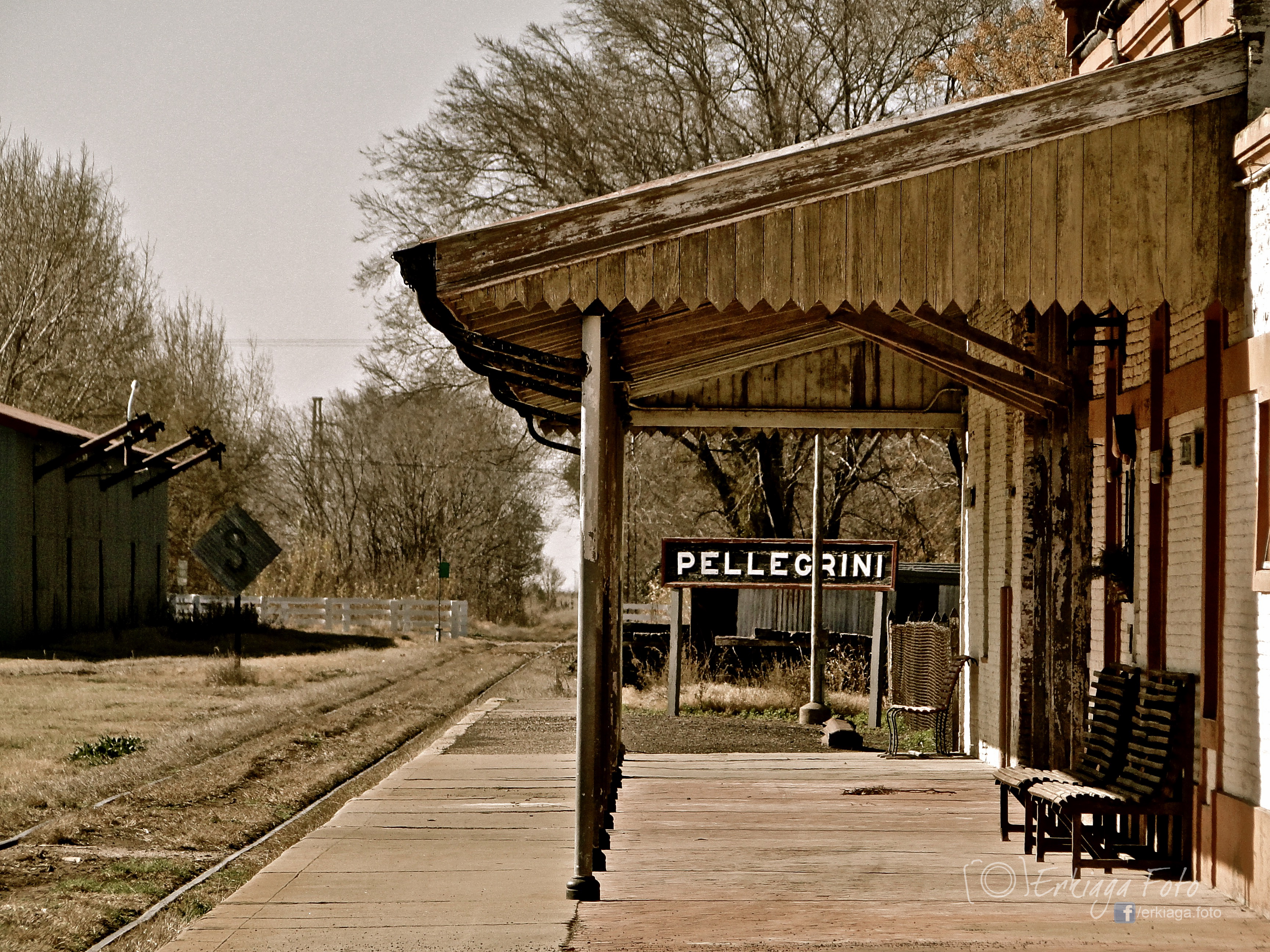
Estación de Pellegrini Provincia de Buenos Aires
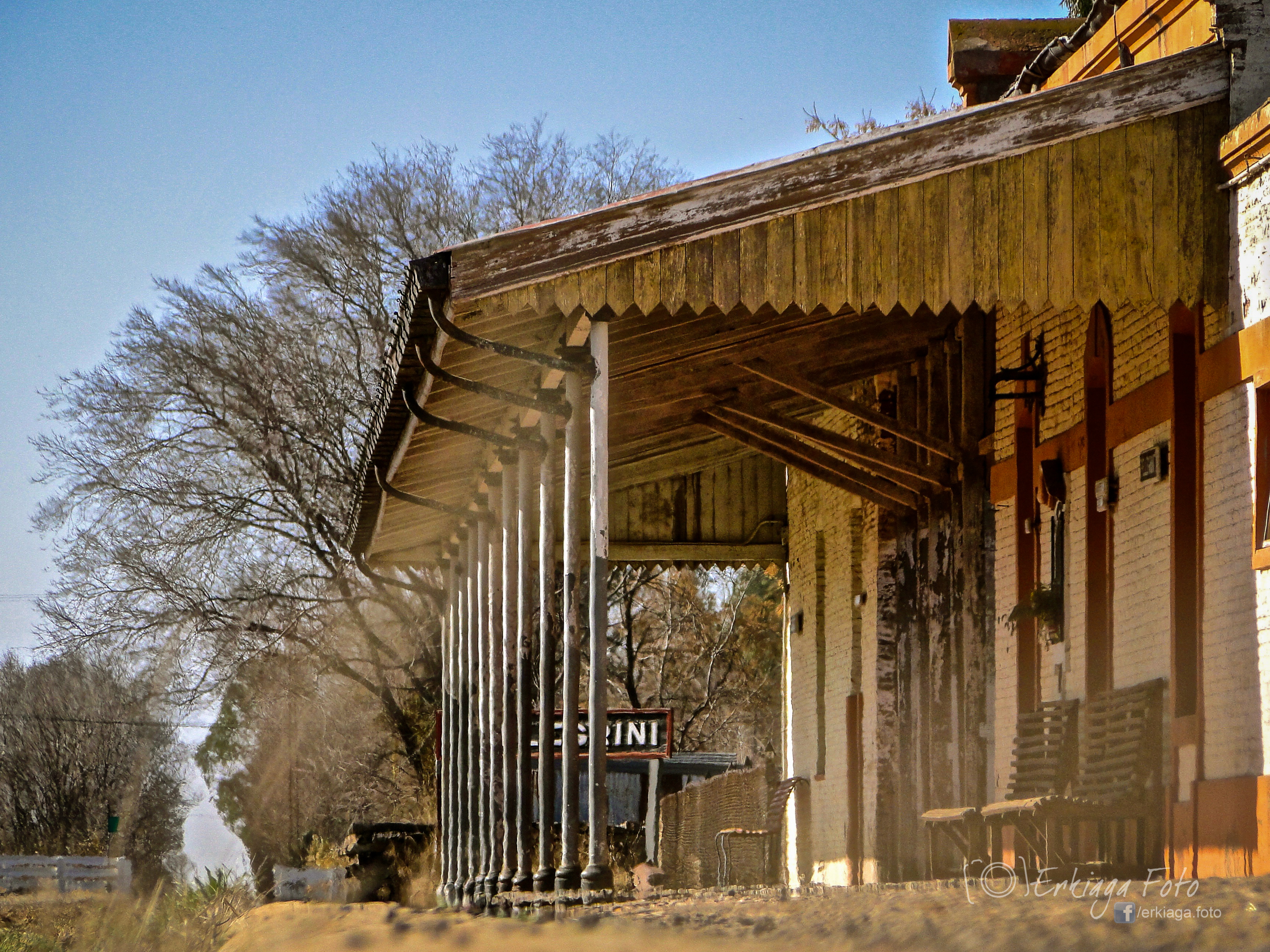
Estación de Pellegrini Provincia de Buenos Aires
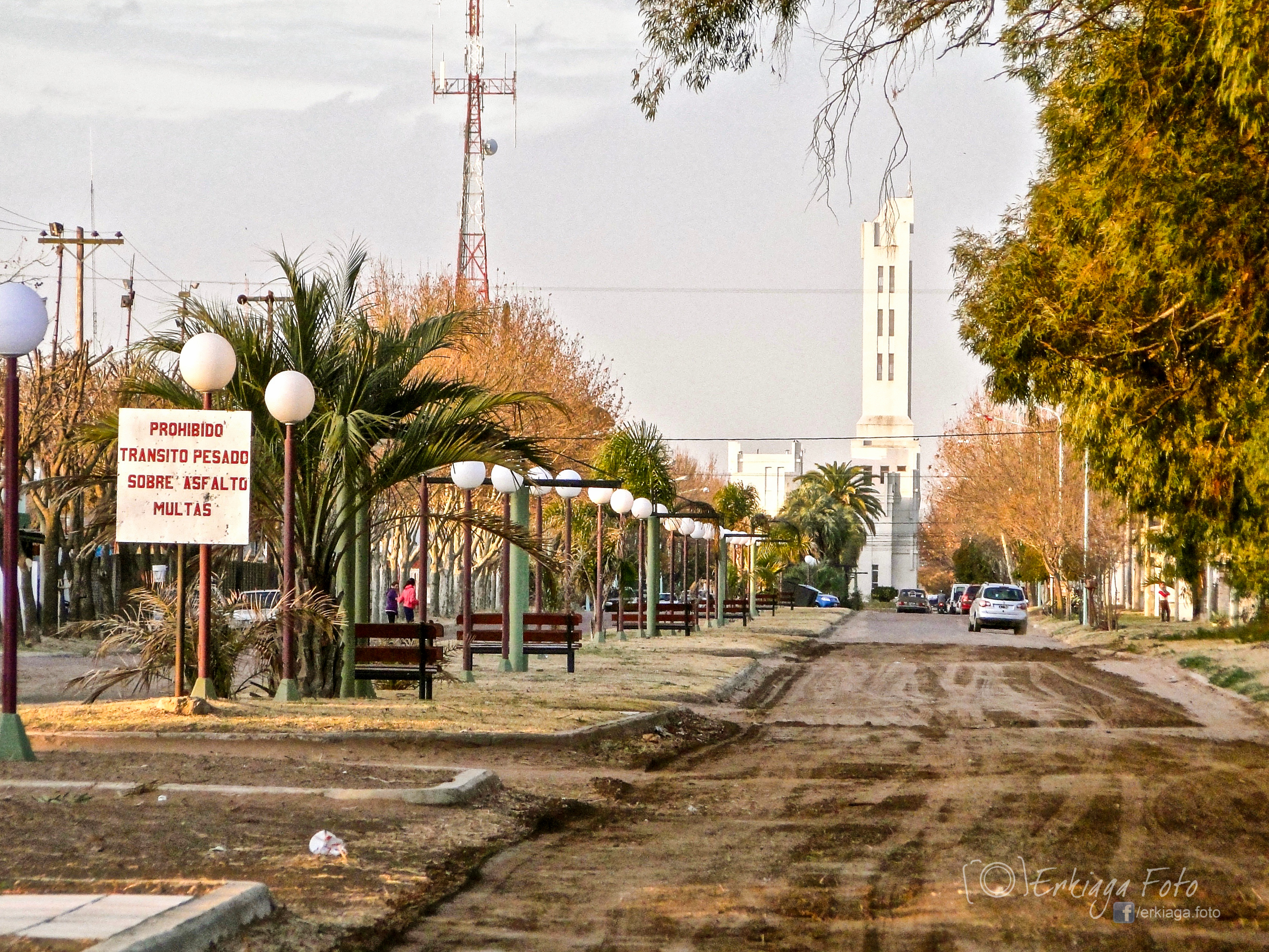
Pellegrini Provincia de Buenos Aires
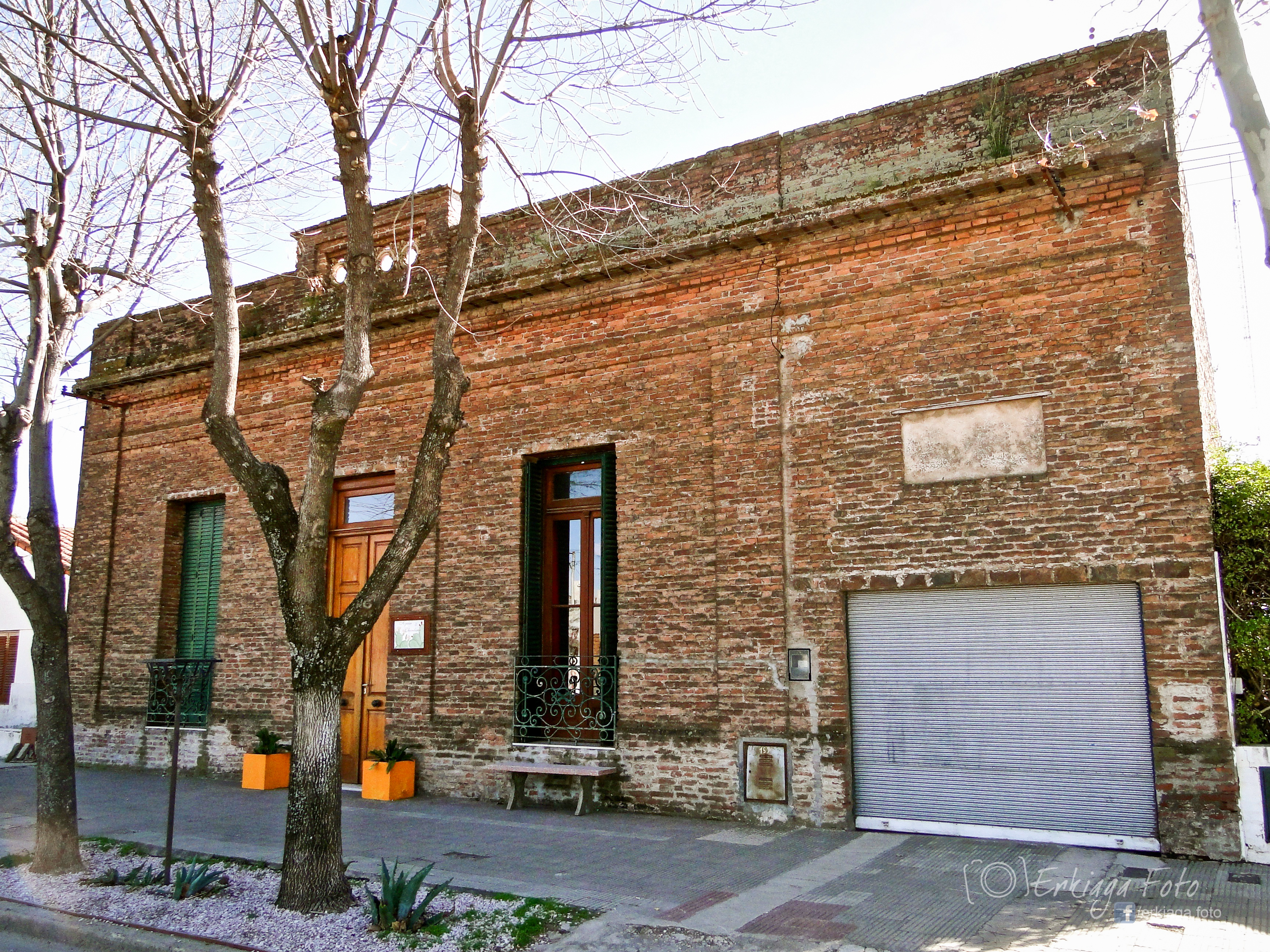
Pellegrini Provincia de Buenos Aires
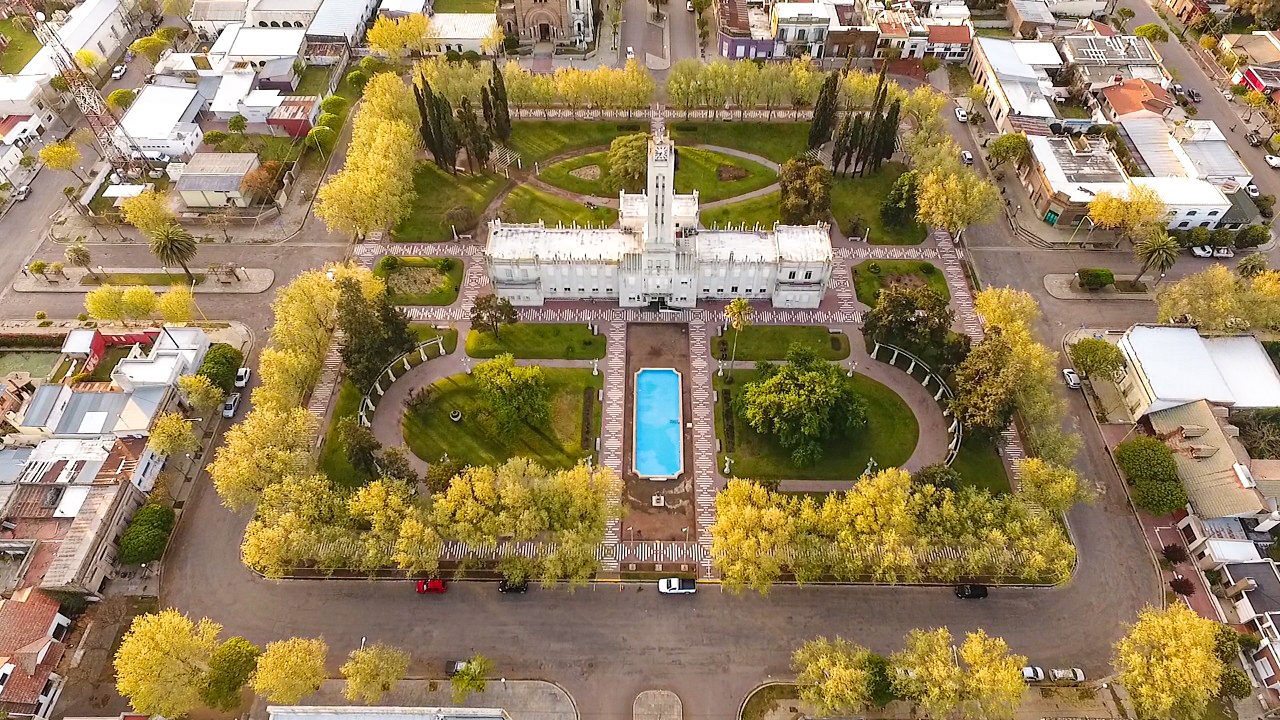
Plaza General San Martín, Pellegrini, Buenos Aires

## Sistema de extensión del INTA
Posee una Oficina de Información Técnica del Instituto Nacional de Tecnología Agropecuaria, que cubre un área ganadera-agrícola de importancia.

## Economía
Básicamente con producciones de explotaciones agrícola-ganaderas: cereales y oleaginosas, bovinos para carne y leche, ovinos, porcinos, ciervos y apicultura.

## Parroquias de la Iglesia católica en Pellegrini
| Diócesis  | Nueve de Julio            |
| --------- | ------------------------- |
| Parroquia | Nuestra Señora del Carmen |